# Indicativo (aerolínea)

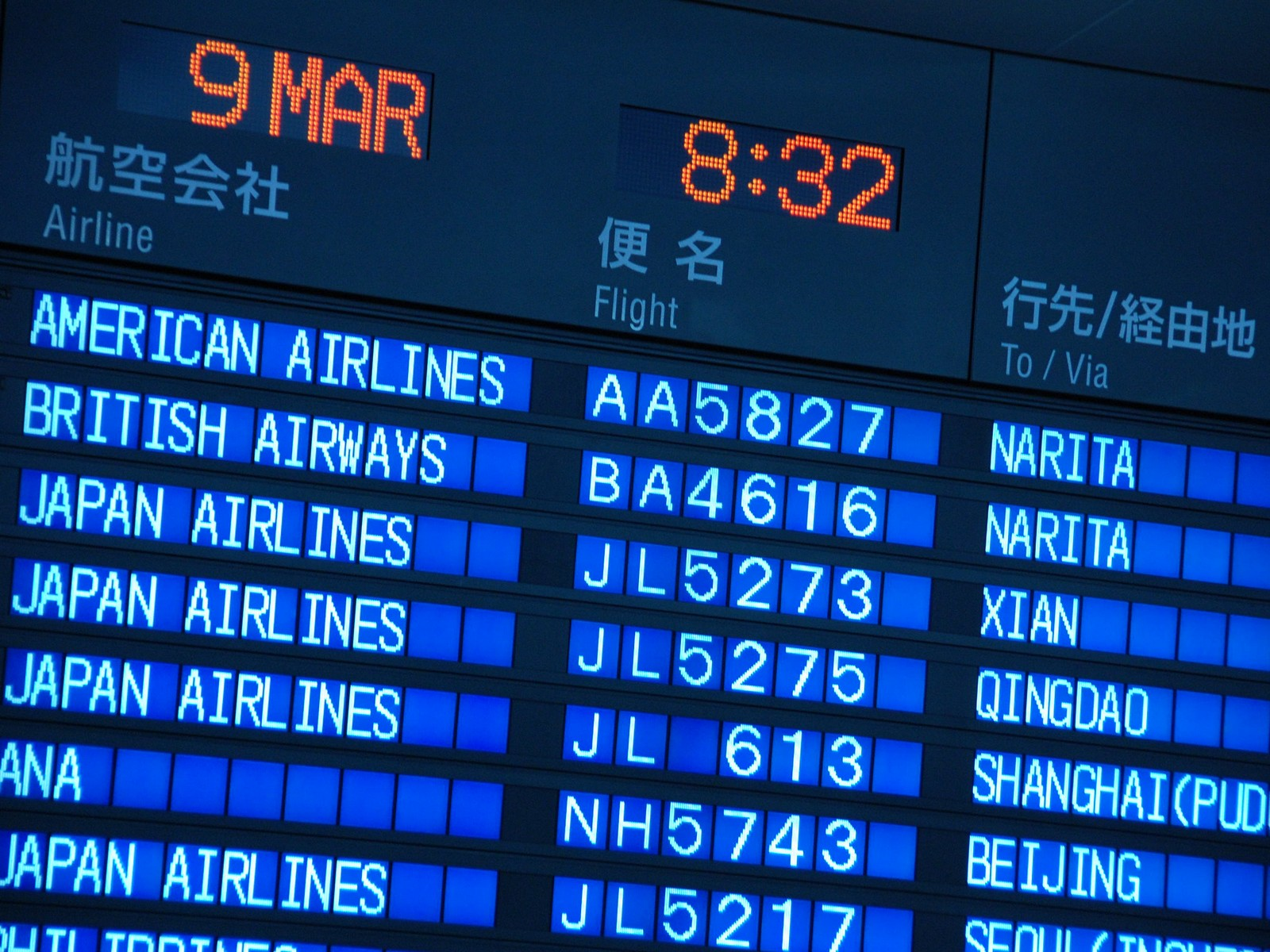
Indicativos de Vuelos

Los indicativos son unos códigos utilizados por las aerolíneas para su identificación en las comunicaciones por radio, horarios, billetes y recibos de carga. Existen tres tipos básicos de códigos: los de la IATA, compuestos por dos caracteres, los de la OACI, compuestos por tres caracteres, y los designadores telefónicos de la OACI.

## Indicativo de aerolíneas IATA
Los indicativos de aerolíneas IATA (en inglés: IATA reservation codes) son unos códigos de dos caracteres asignados por la IATA a todas las aerolíneas del mundo. Estos códigos tienen el formato xx(a), es decir, dos caracteres alfanuméricos —letras o cifras— seguidos por una letra opcional. Sin embargo, esta última letra no ha sido nunca asignada a ningún indicativo, por lo que, en la práctica, todos los códigos son de dos caracteres.
Los indicativos están en ocasiones duplicados, de forma que se asignan dos iguales a distintas aerolíneas regionales cuyos destinos no es probable que se solapen. Estos duplicados se denotan en la literatura de la IATA con un asterisco (*).

## Indicativo de aerolíneas OACI
El indicativo de aerolíneas OACI es un código asignado por la OACI a las agencias operadoras de aeronaves, autoridades aeronáuticas y servicios relacionados con la aviación internacional. Estos indicativos son únicos para cada operador, a diferencia de los códigos IATA (véase más arriba).
Los indicativos de la OACI se empezaron a asignar en 1947, y constaban inicialmente de dos caracteres, siendo idénticos a los de la IATA. A principios de los años 1980 se introdujo el sistema de tres caracteres debido al creciente número de aerolíneas, que se convirtió en el estándar oficial en noviembre de 1987.

## Distintivo de llamada
Los distintivos llamada para radio telecominicaciones son regulados en su generalidad por Reglamento de
Radiocomunicaciones de la ITU y en especifico para la aviación, la OACI en el Volumen II Procedimientos de comunicaciones incluso los que tienen categoría de PANS del anexo 10 del Convenio sobre aviación civil internacional regula el uso de estos para la aviación.
Para aeronaves de trasporte comercial, normalmente se asemeja al nombre del operador y no puede ser confundido con indicativos utilizados por otros operadores. Debe ser fácil y fonéticamente pronunciable, por lo menos en inglés, francés, español o ruso.
Un ejemplo es:
- Operador: American Airlines
- Indicativo OACI de tres letras: AAL (el código original ICAO era AA, que fue utilizado hasta 1987, y sigue siendo hoy en día su código IATA).
- Distintivo de llamada: AMERICAN